# Conrad III de Dhaun

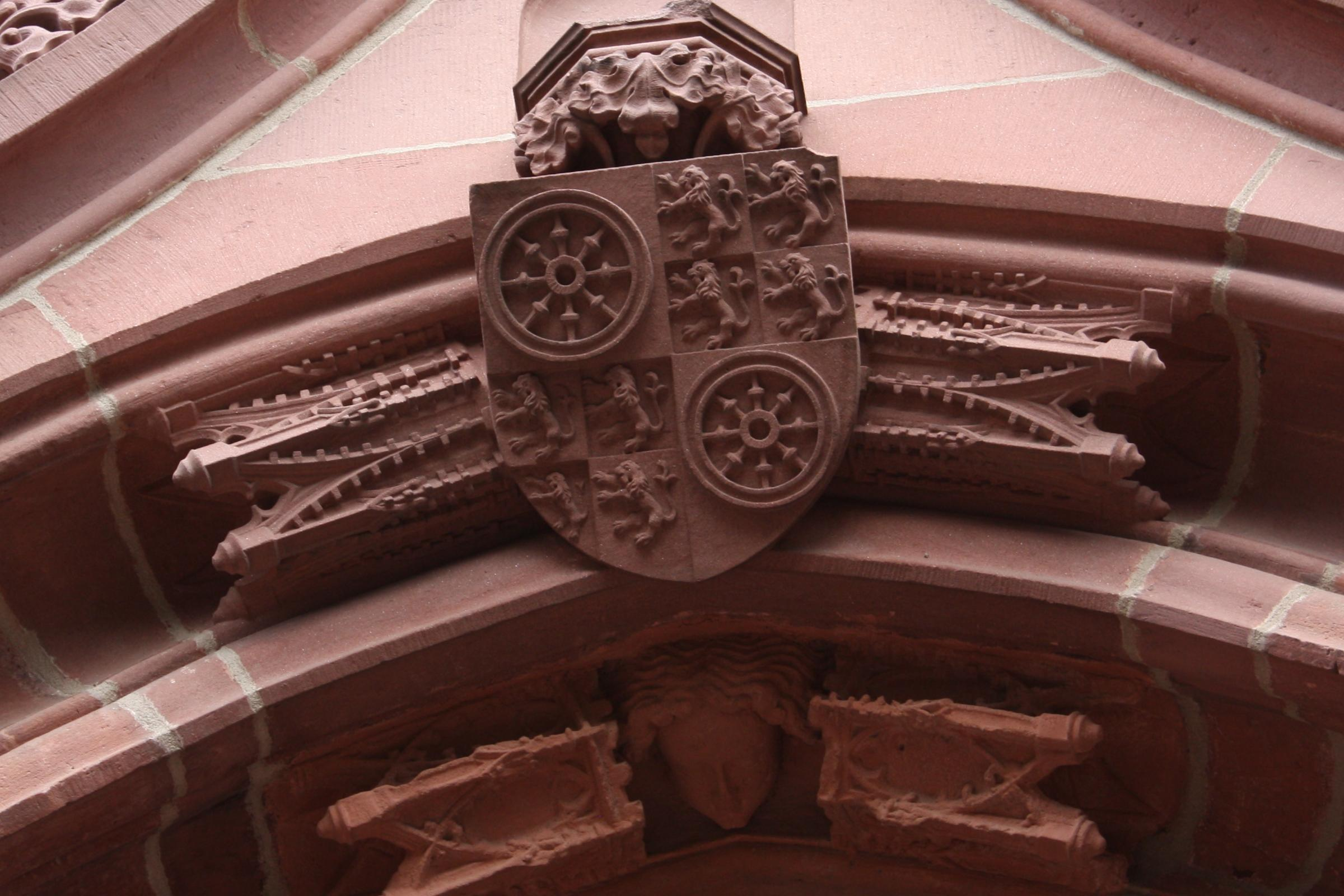
Blason à l'èglise d'Eltville

Conrad III de Dhaun ou Konrad III von Dhaun (vers 1380 - † 1434) a été archévêque de Mayence.

## Carrière
Conrad, wildgrave de Dhaun, comte Sauvage, rhingrave de Stein, ou de la Pierre, 1396 chanoine de l'église de Mayence, 1414 prévôt de la collégiale de Francfort, préfet de l'électorat de Mayence à Rusteberg (Eichsfeld), fils de Jean II, wild et rhingrave des mêmes lieux, fut élu, le 10 octobre 1419, archevêque de Mayence au château d'Ehrenfels où les troubles, excités dans la ville métropolitaine par les citoyens, avaient obligé les chanoines à se transporter pour faire leur élection. Elle fut approuvée du pape Martin V, après un sérieux examen, par un bref adressé, le 15 décembre suivant, aux vassaux et bénéficiaires de l'église de Mayence.

## Politique impériale
Ce prélat fut étroitement lié avec l'empereur Sigismond, qui lui donna des preuves authentiques de son estime en le nommant, l'an 1422, vicaire de l'empire pour dix ans. Mais Louis d'Heidelberg, comte palatin, lui contestant cet honneur, il s'en démit, l'année suivante, dans la diète de Boppard. Son prédécesseur lui avait laissé bien des abus à réformer dans son église. Pour s'acquitter de ce devoir, il tint en 1423 à Mayence un synode provincial.
En 1429, sur convocation du concile de Bâle, Conrad dressa un état des griefs de l'église germanique contre la cour de Rome, avec, les moyens de les redresser. Mais, avant de rendre public ce mémoire, il conféra le 12 novembre 1431 avec l’assemblée provinciale dans la ville d'Aschaffenbourg. Le mémoire fut approuvé par l'assemblée, et envoyé au concile de Bâle, où Conrad, malgré le désir qu'il en avait, ne put assister. Les troubles qui régnaient à Mayence et dans les environs ne permettaient pas au prélat de s'éloigner. Les choses en vinrent au point que les chanoines, ne trouvant point de sûreté dans la ville, la quittèrent et se dispersèrent en divers cantons. Le concile de Bâle, instruit de ces troubles, commit en 1433 l'archevêque de Cologne et l'évêque de Liège, pour travailler avec Conrad, au rétablissement de la paix : toutefois celle-ci ne fut rétablie qu'avec le successeur de Conrad.

## La deuxième croisade contre les Hussites (1421-1422)
Ce prélat, durant son épiscopat, montra beaucoup de croisade contre les Hussites, et encouragea ses diocésains à prendre les armes contre ces perturbateurs du repos public.

## Mort
Il mourut, le 10 juin 1434, à Eltville, d'où il fut rapporté dans la cathédrale Saint-Martin de Mayence pour y être enterré. Son monument funéraire fut probablement créé par Madern Gerthener (de), dont il avait été chargé de la préparation du monument funéraire de son prédécesseur, qui l'avait connu de son temps comme pasteur à Saint-Barthélemy.